# Jan van der Rassel
Jan van der Rassel (Hoogerheide, 5 januari 1964) is een Nederlandse darter, in het verleden aangesloten bij de BDO en de PDC. Zijn eerste bijnaam was Tweety Pie en hij verscheen vrijwel altijd in een geel tricot. Zijn bekendste bijnaam was Rassel Dazzle.
Vijfmaal wist de Brabander zich te kwalificeren voor het PDC Ladbrokes World Darts Championship. In 2004 werd hij in de eerste voorronde uitgeschakeld door de Engelsman Ritchie Buckle. Twee jaar later zorgde de darter voor een sensatie in de Circus Tavern door de hooggeklasseerde Engelsman Steve Beaton met 3-0 in sets terug te wijzen. Een ronde later viel het doek na een nederlaag tegen de Amerikaan John Kuczynski. De wedstrijd ging door tot een allesbeslissende elfde leg in de zevende set; Van der Rassel miste liefst acht matchdarts, waarna de Amerikaan het karwei afmaakte.
In 2005 eindigde Van der Rassel als nummer een op de ranking van de NDB. Datzelfde jaar speelde hij in Bolton op het PDC tv-toernooi Budweiser UK Open. Eind 2006 won de Nederlander met de titel van het bescheiden Primus Masters zijn eerste PDC-toernooi.
Op het WK van 2008 zette Van der Rassel zijn beste prestatie neer. In de eerste ronde versloeg hij in een zeer spannende wedstrijd voormalig nummer 1 van de wereld Colin Lloyd met 3-2 in sets. Van der Rassel besliste het duel met zijn elfde matchdart; Lloyd had er daarvoor eentje op bull's eye gemist. In de tweede ronde overklaste hij vervolgens de ervaren Engelsman Denis Ovens, de Nederlander zegevierde met liefst 4-1. Peter Manley voorkwam echter dat hij een plaats bij de laatste acht haalde, One Dart versloeg Van der Rassel met 4-1.
In 2009 keerde Van der Rassel terug op het PDC WK en in de eerste ronde zorgde hij wederom voor een sensatie; hij schakelde de verliezend finalist van het jaar daarvoor, Kirk Shepherd , uit door hem met 3-2 te verslaan. In de tweede ronde moest Rassel Dazzle buigen voor landgenoot Jelle Klaasen, die Van der Rassel met 4-0 klop gaf.
Nadat Van der Rassel in de voorronde van het PDC WK 2010 nog de Duitser Tomas Seyler  met 4-1 had verslagen, werd hij in de eerste ronde uitgeschakeld door de Engelsman Denis Ovens; The Heat zegevierde met 3-1.  Hierna stopte zijn sponsor ermee en omdat hij zelf niet genoeg geld verdiende om alle toernooien af te gaan, stapte hij over naar de BDO. Hier wilde hij de Nederlandse rankingtoernooien gaan spelen, om zich uiteindelijk te kwalificeren voor Lakeside.
Van der Rassel stopte in 2012 met actief darten.

## Resultaten op Wereldkampioenschappen

### PDC
- 2004: voorronde (verloren van Ritchie Buckle met 1-3)
- 2006: Laatste 32  (verloren van John Kuczynski met 3-4)
- 2008: Laatste 16  (verloren van Peter Manley met 1-4)
- 2009: Laatste 32  (verloren van Jelle Klaasen met 0-4)
- 2010: Laatste 64  (verloren van Denis Ovens met 1-3)